# Banque austro-hongroise
La Banque austro-hongroise était une banque centrale à laquelle participaient l'empire d'Autriche et le royaume de Hongrie. Elle existe de 1878 à 1922 et sert de banque centrale à la monnaie unique des deux parties de l'empire d'Autriche-Hongrie, d'abord le florin austro-hongrois puis la couronne austro-hongroise. La banque a ses bureaux principaux et ses directions dans l'actuel Palais Ferstel, ancien bâtiment de banque et de bourse dans le centre de Vienne et Szabadság tér n°8-9 à Budapest ; Vienne est cité comme le siège officiel de la banque.
La Banque austro-hongroise procède de la Banque nationale d'Autriche sur la base du compromis austro-hongrois de 1867. La Banque austro-hongroise est le prédécesseur direct et indirect des institutions suivantes :
- Banque nationale d'Autriche
- Magyar Nemzeti Bank
- Banque nationale tchèque
- Banque nationale de Slovaquie

## Sources
- (de) Cet article est partiellement ou en totalité issu de l’article de Wikipédia en allemand intitulé « Oesterreichisch-ungarische Bank » (voir la liste des auteurs).